# Dao (arma)
Dao (cinese: 刀; Pinyin: dāo; Wade-Giles: tao) è una categoria di armi bianche manesche del tipo spada (v. spade cinesi) rientranti sia nella tipologia della scimitarra, arma della quale il dao turco-mongolo fu archetipo, che della sciabola. Ha lama ricurva e monofilare, con tagliente sul lato convesso, solitamente con contro-taglio accentuato, ed impugnatura ad una mano, anche se esistono tipi di dao a due mani (es. zhǎnmǎ dāo).
In Cina, il dao è conosciuto come una delle quattro principali armi delle arti marziali, insieme al gun, al qiang e al jian. Attualmente, in Cina, dao è diventato un vocabolo  generico per indicare tutti i tipi di lame ad un solo filo, e nell'uso comune si riferisce principalmente ai coltelli da cucina. Il fonema Dao appare anche nei nomi di alcune armi inastate (es. guan dao) ad indicare l'origine del tipo di lama montata sull'astile.

## Caratteristiche generali
Sebbene il dao sia cambiato molto durante i secoli, la varietà a mano singola del periodo Ming e le sciabole dei periodi successivi hanno mantenuto delle caratteristiche comuni fino ai giorni nostri. La lama del dao è leggermente incurvata e a filo singolo, anche se spesso il filo continua al di là della punta per alcuni centimetri; questa leggera curvatura consente alla lama di essere ragionevolmente più efficace nei colpi di taglio. L'impugnatura è leggermente incurvata dalla parte opposta a quella della lama, aumentando la maneggevolezza in alcuni tipi di rotazione; è solitamente di legno ed è avvolta da una corda. Nei dao moderni da esibizione vengono spesso attaccati in fondo all'impungatura due fazzoletti colorati, una volta usati per asciugare il sangue. L'elsa è appunto a forma di disco e spesso ha i bordi rialzati verso la lama per impedire alla pioggia o al sangue di scivolare sull'impugnatura rendendo meno aderente la presa. A volte la guardia ha la forma ad S caratteristica del dadao, e ancora più raramente come quella del jian.

## Storia

### Antichità
Le prime testimonianze dell'uso del dao risalgono al periodo della dinastia Shang nell'età del bronzo cinese, dove era conosciuto come zhibei dao (直背刀), "sciabola dal dorso dritto". Come si intuisce dal nome, questi tipi di armi avevano il filo della lama ricurvo, ma mantenevano dritta la parte non affilata. Originariamente in bronzo, furono forgiate in ferro o in acciaio a partire dal periodo degli Stati Combattenti. In principio meno comune come arma militare rispetto al jian (la spada dritta a doppio taglio), il dao divenne popolare con l'uso che se ne fece nella cavalleria durante la dinastia Han. Poco dopo l'adozione del dao da parte della fanteria, cominciò ad essere rimpiazzato al posto del jian come arma standard per l'esercito.
Durante la dinastia Tang, il dao fu esportato sia in Corea che in Giappone, influenzando il modo di fare spade di entrambe le nazioni. I dao di questo periodo possono ricordare il giapponese chokuto o il ninjatō.
Durante la dinastia Song, un tipo di dao della fanteria fu lo shoudao. Mentre alcune illustrazione lo raffigurano con la lama dritta, l'enciclopedia militare Song dell'XI secolo Wujing Zongyao lo descrive con la lama curva; forse un'influenza delle tribù delle steppe dell'Asia centrale, che volevano conquistare parte della Cina durante il periodo Song. Sempre datate a quest'epoca sono la comparsa del dadao e dello zhǎnmǎ dāo.

### Le dinastie Yuan, Ming e Qing
Nel XIII secolo, i mongoli invasero gran parte della Cina nel processo di conquista del più grande impero territoriale della storia. La dinastia Yuan dei mongoli influenzò la Cina e le altre nazioni considerevolmente, specialmente nelle strumentazioni e tattiche di guerra. Una delle armi preferite dalla cavalleria mongola era la scimitarra: questa semplice lama curva a un solo taglio era usata dai turchi e dalle tribù dell'Asia centrale sin dalla fine dell'VIII secolo. La sua efficacia sui campi di battaglia e la sua massiccia diffusione attraverso l'intero impero mongolo ebbero come effetto una forte influenza sulle armi dell'Asia e persino dell'Europa.

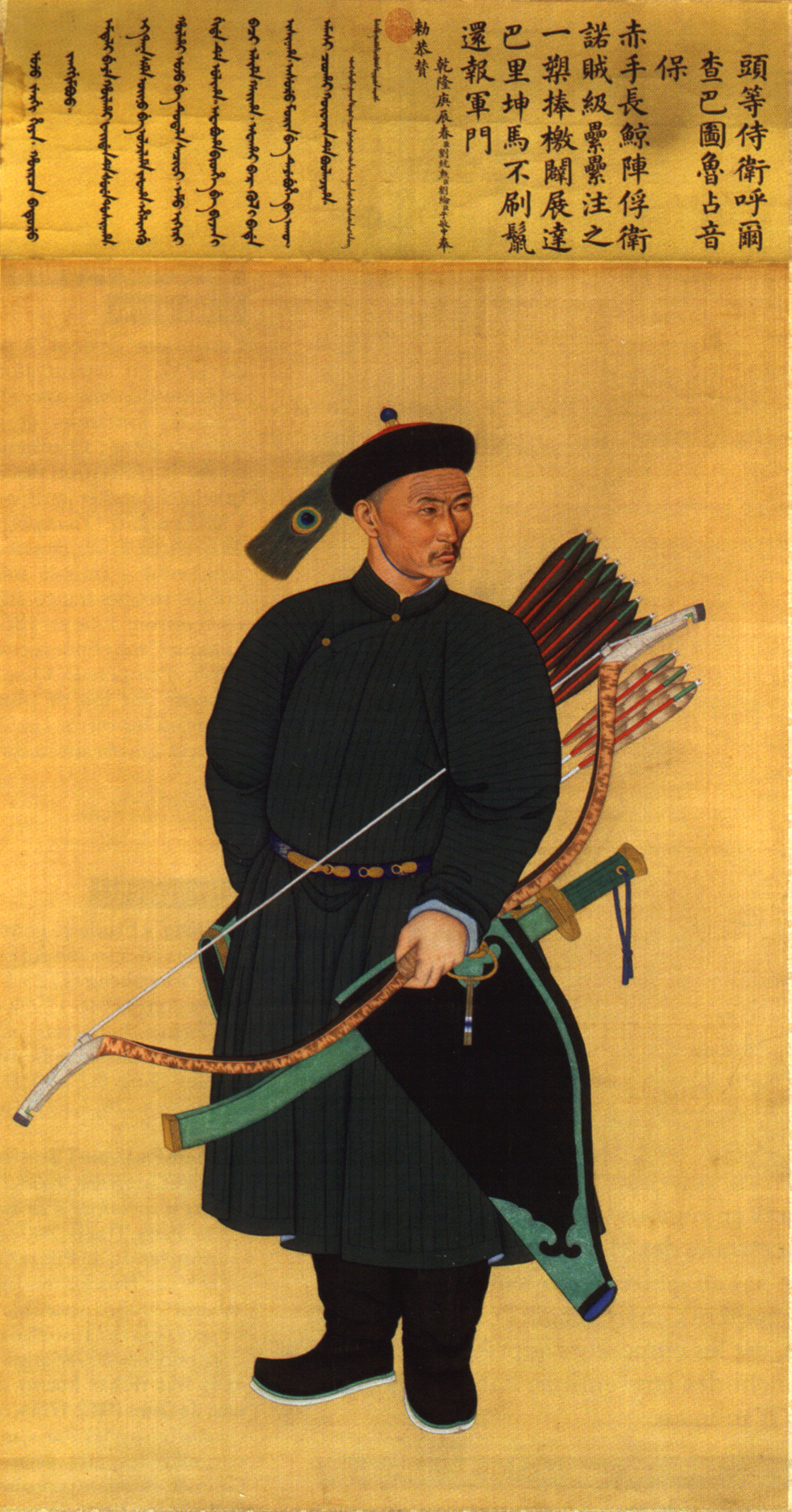
Membro della Guardia Imperiale dell'imperatore Qianlong (1711-1799), a. 1760, con al fianco un dao

In Cina, l'influenza mongola durò a lungo dopo il collasso della dinastia Yuan, continuando durante le due dinastie successive, la Ming e la Qing, portando ad un'ulteriore popolarità del dao e generando varie lame alternative. Si diffusero lame con incurvatura ancora maggiore, che vengono solitamente raggruppate sotto il nome comune di peidao. Durante la metà della dinastia Ming queste armi soppiantarono completamente il jian come arma militare. I quattro tipi principali di peidao sono:
- yànmáo dāo (鹅毛刀, "sciabola piuma d'oca"). Quest'arma, simile al più antico zhibei dao, è per lo più dritta, incurvandosi solo verso la punta. Questo permetteva attacchi di punta e movimenti più simili all'uso del jian, mantenendo comunque la capacità di colpire di taglio tipica del dao.
- liǔyè dāo (柳葉刀, "sciabola foglia di salice"). La più comune sciabola cinese; quest'arma presenta una laggera curvatura per tutta la lunghezza della lama. Questo riduce la capacità di attacchi di punta, a favore di una maggior efficacia nel taglio. Il liuye dao divenne l'arma di base per la cavalleria e la fanteria, ed è il tipo di dao che venne inizialmente adottato dalle scuole di arti marziali. Forse proprio a causa della popolarità dell'arma il nome liuye divenne generico, e talvolta utilizzato per indicare altri tipi di dao come il niuwei (descritto qui sotto).
- piàn dāo (片刀, "sciabola da taglio"). Un dao dalla lama estremamente ricurva, assomiglia fortemente allo shamshir persiano e alla scimitarra. Fu un'arma poco comune, utilizzata principalmente insieme allo scudo.
- niúwěi dāo (牛尾刀, "sciabola coda di bue"). Una pesante sciabola con una caratteristica punta; questa è l'archetipo della sciabola cinese utilizzata nei film di kung-fu. Le prime testimonianze risalgono all'inizio del XIX secolo (tarda dinastia Qing) e soltanto come arma civile; non ci sono tracce dell'uso di quest'arma nell'esercito, e non appare in nessuno dei cataloghi d'armi ufficiali. L'apparizione del niuwei in film e letteratura moderna è spesso anacronistica, e a volte viene confuso con il liuye.

Oltre a questi quattro tipi di dao, veniva anche usato il duǎn dāo (短刀, "sciabola corta"), un dao più corto generalmente delle fattezze del liuye dao.
Durante la dinastia Ming cominciarono ad essere utilizzati il dadao (大刀, un dao a due mani), il chang dao e lo zhǎnmǎ dāo (斬馬刀, "sciabola taglia-cavallo") che venivano usati contro la cavalleria.

Molti i testi di quest'epoca che ritraggono il Dao:
(Storti Enrico,  LA SCIABOLA (Dandao) 单刀)
Al tempo della dinastia Qing cominciò ad essere usata la denominazione nan dao per indicare delle varianti del dao utilizzate nelle regioni a sud della Cina: 
- un particolare dao che cominciò a diffondersi in questo periodo aveva nove anelli nella parte senza filo della lama, a cui venivano legati dei drappi; questo dao venne probabilmente utilizzato più per dimostrazioni e spettacoli teatrali che come una vera e propria arma. La cosa non fu affatto rivoluzionaria, dato che già al tempo della dinastia Yuan in alcune dao si riscontrarono modifiche puramente estetiche, derivanti da modelli di spade persiane, indiane e turche. Queste potevano includere intricate incisioni, o l'inserzione di alcune perline in scanalature all'interno della lama;
- altra interessante evoluzione moderna del dao fu il húdié shuāng dāo (蝴蝶雙刀 "sciabola dagli otto tagli"), una sorta di sciabola d'abbordaggio in uso ai barcaioli di Hong Kong.

### Storia recente
Alcune delle sciabole della dinastia Qing hanno continuato ad essere usate anche nei secoli successivi ed hanno avuto un certo rilievo anche nell'azione militare del XX secolo. Il dadao è stato usato dalla milizia cinese contro gli invasori nipponici durante la seconda guerra sino-giapponese (1937-1945), così come il miao dao (苗刀, "sciabola degli Hmong"), evoluzione del chang dao. Queste armi vennero usate durante le imboscate alle truppe giapponesi, poiché l'esercito cinese ed i gruppi di resistenza patriottici disponevano più di soldati coraggiosi che di armi da fuoco, vedendosi così costretti a fare largo uso di armi bianche in un conflitto del Novecento.